# Antonio Gómez Pérez
|  | Aquest article tracta sobre futbolista. Vegeu-ne altres significats a «Antonio Gómez Pérez (polític)». |

Antonio Gómez Pérez (Madrid, 1 d'agost de 1973) és un exfutbolista i entrenador madrileny. Com a jugador, ocupava la posició de migcampista.

## Trajectòria
Es va formar a les files del Reial Madrid, tot passant pels diversos equips inferiors. La temporada 93/94, estant encara en el C, debuta a Segona Divisió amb el primer filial. Amb Reial Madrid B hi jugarà 53 partits i marcarà 7 gols fins a la temporada 95/96. Eixa mateixa temporada va debutar amb el primer equip, tot disputant 6 partits i marcant 2 gols.
La seua progressió no va continuar la temporada 96/97, a les files del Sevilla FC, on tan sols juga 15 partits, molts d'ells de suplent. A la campanya següent recala a l'Albacete Balompié, on millora els seus números. L'estiu de 1998 fitxa per l'Hèrcules CF, tot signant una discreta temporada. Els alacantins, a més a més, van baixar a Segona B.
Gómez va acompanyar a l'Hèrcules a la categoria de bronze una campanya. Entre la 00/01 i la 02/03 va militar a Segona B amb el CD Toledo. Posteriorment, va baixar un esglaó més per jugar amb La Roda, un equip de la Tercera castellanomanxega, on es va retirar el 2006.
Una vegada penjades les botes, el madrileny va seguir vinculat al món del futbol. El 2007 es va fer càrrec del juvenil de l'Albacete, i a la temporada següent va esdevenir el tècnic del primer filial del conjunt manxec. El 2009 es va vincular al Liverpool FC com a assistent de Rafa Benítez però el 2010 marxà al Reial Valladolid.